# История Будённовска
На месте современного Будённовска люди селились с незапамятных времён, при этом этнический состав и государственная принадлежность города менялась в разные эпохи. При этом за дату основания города официально принят 1799 год, дата, начиная от которой, российские подданные жили здесь уже непрерывно.

## Древняя хронология
II тысячелетие до н. э. — Майкопская археологическая культура.
VI—III века до н. э. — сарматское поселение.
II—III века н. э. — аланское поселение (в районе современного проспекта Будённого).

## Средневековье

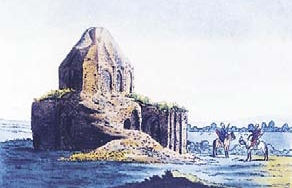
Развалины маджарского мавзолея в 1793 году

VIII- нач. XVI века — на месте современного города находился крупный хазарский, позже — золотоордынский город Маджары (Маджар). Поселение находилось на пересечении основных торговых путей, проходящих через Северный Кавказ.

## Между Средневековьем и Новым временем
конец XVI-первая треть XVII века — «Можаров Юрт» является одной из главных ставок Казыева улуса (Малой Ногайской Орды).
1633, июнь-июль — Московское правительство организует большой поход на Казыев улус под руководством князей В. И. Туренина и П. И. Волконского. Маджары, заблаговременно покинутые ногаями, упоминаются в качестве сборного пункта союзников: помимо московского отряда, по указу Государеву, к этой рати должны были присоединиться 20 детей боярских из «низовых» городов, 200 стрельцов из Астрахани, служилые люди с Терека, донские и гребенские казаки, Большие Ногаи, кабардинские князья и шамхал.
1670-е — Московским правительством разрабатывается проект о привлечении беглого люда к освоению серебряно-свинцовых руд в горах Осетии и Ингушетии. Возле Буйволы была найдена неучтённая деревня, в которой оказалось 70 человек мужчин и ни одной женщины. Все они назвались «лицами, непомнящими родства» и вскоре скрылись от властей в неизвестном направлении.
1688 — около 1,5 тысяч беглых казаков-староверов с Дона под руководством атамана Льва Маницкого, и чернеца Пафнутия построили рядом с Маджарским городищем земляной город среди леса, со рвом, валом, а для обороны изготовили деревянные пушки с железными обручами. С той поры «воровской город Маджар» является убежищем для беглых казаков с Терека и Дона.
1689, июнь — совместный поход войска Маницкого и Азовского бея на Дон с целью вывести донских казаков из под контроля Москвы: «приходили в верхние казачьи донские городки раскольщики, чернец Пафнутий да Левка Маницкий со многими раскольщики и горскими черкасы…» Однако сил было недостаточно, а надежда на поддержку Крымского хана не оправдалась. Благодаря союзу Маницкого с азовскими татарами, тот приобрел в фольклоре донцов черты злодея. В 1695 был схвачен и расстрелян в Черкасске.
1696 — по причине слабого вооружения и участившихся набегов донцов, лояльных московскому правительству, уход с Кумы на Кубань во владения Крымского ханства основной массы кумских казаков. Из Аграхани были взяты с собой мощи игумена Досифея (умер ок.1690), духовного вдохновителя старообрядчества Дона и Кавказа. В 1708 году, объединившись с некрасовцами, кумчане составили ядро кубанского казачества.
середина XVIII в. — последние казаки-староверы покидают Прикумье.
1769 — на Маджарском городище генералом де Медемом учреждается пограничный пост из одной роты Астраханского полка (неофициальная дата основания города, как правило приводится на сайтах, посвящённых туризму).
1777 — для строительства и заселения крепостей Азово-Моздокской оборонительной линии из Царицына переводится Владимирский драгунский полк и казаки. 31 августа переселенцы достигают Маджар, где останавливаются для отдыха на 2 недели.
1785, 10 июля — в связи с открытием 9 мая Кавказского наместничества, выходит «Именной указ императрицы Екатерины II саратовскому и кавказскому генерал-губернатору Г. А. Потёмкину о распоряжениях по устройству Саратовских колонистов», предлагающий немецким колонистам из Саратовской губернии переселяться в Кавказскую. Начало заселения немцами Старых Маджар.
1789 — на территории Маджара проживало 347 человек из числа саратовских переселенцев.
1791 — большая часть немцев покидает Маджар, возвращаясь в Саратовскую губернию или переселяясь в другие населённые пункты Кавказского наместничества.
1793 — в память заслуг средневекового Маджара в христианизации окрестных народов, одному из первых на Кавказе православных викарных епископов Гаию присвоено наименование Моздокского и Маджарского (в 1799 епископская кафедра была неожиданно упразднена Синодом, «по причине малочисленности её церквей»).
1797 — 50 армянских и 20 грузинских семей обращаются в Астраханское губернское правление об отводе им пустующих земель «по реке Томузловке и от устья её вниз по течению реки Кумы, левого берега до устья реки Буйволы». Правлением дано добро, и из 70 семей 30 переселяются на это место, образовав поселение и назвав его Карабагла (по имени своей родной местности Карабах, в то время находящейся во владении Персии).

## Эпоха «заштатного города»
1799 — Указами императора Павла I от «1 дня генваря и 15 дня апреля» определялись условия выделения земель из казенных дач и необходимого количества леса для переселенцев из Персии и Дербента. 28 октября Государь подписал жалованную грамоту, согласно которой дозволялось основать город на месте, где были Старые Маджары с «наименованием оного Святой Крест». Этой грамотой определялись «права и преимущества и вольности обществу армян астраханских, кизлярских и моздокских». Переселенцам определялись «разные выгоды и преимущества при начатых полезных заведениях, для возбуждения в них ревности и трудолюбия». Разрешалось строить церкви, колокольни и другие здания. (Официальная дата основания города).
1819 — из маджарского кирпича возведена армянская церковь Святого Георгия Победоносца (1819—1935 гг).
1821 — «Базельское общество евангельских миссий» (основано в 1815) по приглашению Российского правительства основало миссионерскую станцию в «городе Маджаре». Основной целью сотрудников миссии являлась евангелизационная работа среди мусульман Кавказа, а также духовное попечение о немцах-колонистах. Миссия проработала на Кавказе 14 лет.
1822, 28 апреля — Сенат рассматривает вопрос об упразднении ввиду ничтожности населения «мнимого города» Святого Креста, решение отложено.
1826, 28 апреля — Сенат принял решение город не уничтожать, но оставить «заштатным».
1833 — В городе Святой Крест — живёт «армян и грузин 114 душ, немецких колонистов 78 душ» (по данным сборника «Наш край 1777—1917 гг.»). И. Ф. Бларамберг, по поручению Главного штаба составляя описание Кавказа, обозначает поселение как «деревня Грузинская».
1850-е годы — Строительство первого канала в пойме Кумы. Канал назвали «ковхаевской канавой», он имел протяженность 15 км, глубину — до 2-х метров.
1884 — основан православный Мамай-Маджарский Воскресенский монастырь.
1902 — Построены первые три артезианских колодца для снабжения города питьевой водой. Посажен бульвар — улица названа Бульварной (теперешняя Пушкинская). Заложен городской парк.
1906 — частным поверенным (адвокатом) Степаном Ивановичем Шапкиным основывается «народная общественно-политическая газета» под названием «Прикумский Вестник». Печаталась в с. Прасковее в типографии Н. И. Журавлева.

## Город — как центруезда

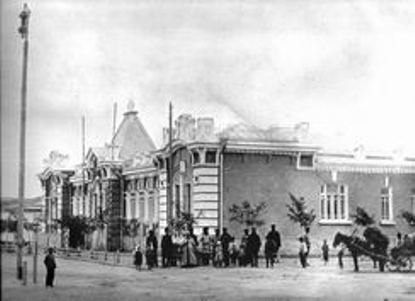
Здание казначейства (начало XX века), ныне — краеведческий музей

1910, 28 декабря — выходит Указ «О перенесении уездных учреждений Прасковейского уезда Ставропольской губернии в город Святой Крест, с преобразованием этого города из заштатного в уездный, с переименованием уезда в Святокрестовский. В городе проживало 15154 человека, в том числе мужчин — 7147, женщин — 8007. Русских и украинцев было 10685 человек, армян — 4414, грузин — 86, поляков — 26, немцев — 13. В городе было 1987 домовладений, 4 церкви, 4 врача, 9 школ, 30 торговых заведений, 18 промышленных предприятий. В городе имелся пивзавод Пискунова, 2 маслобойни, 2 крупорушки, 2 ветряные мельницы, мыловаренный завод, 6 кирпичных заводов.
1911, 18 декабря — состоялись торжества по переносу уездного центра. К этому времени были построены помещения Съезда, полицейского управления, Казначейства. Руководил строительством архитектор А. А. Шрейбер.
1912 — начала работать электростанция мощностью 50 киловатт, которая находилась на углу нынешних улиц Октябрьской и Павла Примы. Она снабжала электроэнергией здания учреждений по ул. Октябрьской (бывшей Александровской) и Пушкинской (бывшей Бульварной).
1910—1912 — Создается Святокрестовское опытное поле.
1913 — открывается первый кинотеатр — „синематограф“.
1914 — В мае сдается в эксплуатацию построенная железная дорога от Георгиевска до Святого Креста.
1915 — открывается учительская семинария, просуществовавшая до революции. Находилась на нынешней улице Свободы — там, где были мастерские вспомогательной школы. В городе было 5 одноклассных и одно 2-классное училище. Последнее было впоследствии преобразовано в высшее начальное, а затем — в прогимназию.

## Революция иГражданская война
1917 — В марте Георгиевской ячейкой РСДРП принимается в партию первый из жителей Святого Креста — Павел Григорьевич Прима (1888 года рождения). В апреле он избирается председателем городского совета профсоюзов. В октябре была оформлена организация РСДРП и первым её секретарем был избран П. Прима. 31 декабря в городе по призыву большевиков состоялся митинг, принявший решение признать Совет народных комиссаров России и установить власть Советов в уезде.
1918 — 23 января в Святом Кресте состоялся первый уездный съезд Советов, на котором были избраны уездный исполком и совнарком. Председателем уездного исполкома был избран эсер Барышенко, секретарем — эсер Поздняков. Эсеры получили 4 поста комиссаров, большевики — 3. В окрестных „нижних сёлах“ большевики самочинно провели разоружение населения, конфискацию частных имений. Было принято решение ввести в Святой Крест преданные большевикам войска и провести разоружение „буржуазии“ в городе. 2 мая начался стихийный эсеровский мятеж. Комиссары — большевики арестованы. 3 мая мятеж подавлен кавалерийским взводом под командованием матроса Ивана Гирченко и Степновским отрядом. 30 мая состоялся II уездный съезд Советов, принявший решение об изъятии земли у землевладельцев и о разоружении сел уезда. Начался мятеж в с. Воронцово-Александровском (ныне Зеленокумск). От их террора в соседних сёлах погибло около 1000 коммунистов и сочувствовавших. 2 июня 1918 г. мятежники вошли в г. Святой Крест, но не встретив сочувствия населения и желая скорее вернуться в родное село, ушли без боя. 2-4 августа состоялся III Чрезвычайный съезд Советов, восстановивший уездные организации и принявший решение о создании Святокрестовской дивизии и мобилизации. 5 декабря подготовлена посадочная площадка для самолётов, из Астрахани перебазируется 1-Кубанский лётный отряд, однако, в связи с напором белогвардейских частей, начался отход частей Красной Армии на Кизляр-Астрахань.
1919, 17 января — в Святой Крест, оставленный без боя красными вступает „Дикая дивизия“. Захвачена в плен отступавшая часть кавбригады И. А. Кочубея. Военно-полевым судом командир третьей кавбригады XI Армии Иван Антонович Кочубей приговорен к смертной казни через повешение. Приговор приведен в исполнение 22 марта в 6 часов вечера на Базарной площади около русской церкви (теперь площадь Кочубея). Были казнены и члены штаба Свято-Крестовской дивизии, попавшие в плен. Январь-декабрь — боевые действия красного отряда партизан-„камышан“. В декабре началось наступление Красной Армии со стороны Астрахани. Солдаты полушутя прозвали город „Пьяным крестом“.
1920, 18 января — в Святой Крест вошли красные. В город прибыл С. М. Киров. Созданы городской и уездный Советы рабочих, крестьянских и красноармейских депутатов. Председателем уисполкома избран П. Г. Прима. В феврале части белой Добровольческой армии предприняли попытку контрнаступления на Святой Крест, но после перехода на сторону красных Александрийского гусарского полка, были отброшены до Георгиевска. В марте 1920 года начала издаваться газета «За Советы» тиражом 1000 экземпляров, из них 300 распространялось в городе. 11 мая состоялось первое организационное собрание, на котором было оформлено создание в городе комсомольской организации. Избран комитет комсомола, в который вошли Иван Лачинов, Иван Заиченко, Василий Ладыка и др. Были созданы три комсомольские организации. 25 июля состоялась уездная партконференция. В городе было 60 членов и 148 кандидатов в члены РКП(б). Председателем Укома избран Иван Петров. Возобновили работу 9 профсоюзных организаций. 11 сентября состоялся уездный съезд комсомола, который рассмотрел доклад о молодёжном движении и о действиях комсомола. Был избран уком РКСМ, который возглавил Василий Ладыка. В городе 67 % неграмотного населения. В жилых и хозяйственных помещениях монастыря открылась больница.

## Советская эпоха
1921 — 28 декабря решением коллегии НКВД СССР город Святой Крест переименован в город Прикумск Терской губернии, Святокрестовский уезд — в Прикумский уезд. Начало НЭПа. Разрешение частной торговли, частной врачебной практики, открытие частных столовых, буфетов, ресторанов в городе.
1922 — Начала работать бойня скота, суточная пропускная способность — 200 голов крупного рогатого скота.
1923 — создается товарищество им. 8 Марта по обработке земли.
1924 — При ж. д. станции создан пункт «Заготзерно». Построен элеватор емкостью 2800 т и склады на 2750 т. Реорганизация Прикумского сельскохозяйственного поля в Прикумскую сельскохозяйственную опытную станцию, а затем — в Прикумскую сельскохозяйственную зональную опытную станцию. Первые опыты по селекции озимой пшеницы селекционера И. П. Сахарова. Создана профессиональная пожарная команда.
1926 — почти полностью ликвидирована неграмотность.
1927 — По инициативе А. М. Кузнецова в районе Базарной площади (ныне пл. Кочубея) оборудован городской спортклуб и построен стадион. Начато строительство городской электростанции с дизель-генераторами по 400 л. с., балансовой стоимостью 593 тыс. руб.
1929 — Вошла в строй действующих городская электростанция. Город, села Покойное, Прасковея и Орловка получили электроэнергию.
1930 — организована первая МТС. Начали работать курсы по подготовке механизаторских кадров. Создан колхоз «Путь Ильича», разделенный в том же году на 3 колхоза: «Путь Ильича», им. 2-й пятилетки и им. Шаумяна. 23 мая Прикумская сельскохозяйственная зональная опытная станция решением Наркомзема реорганизована в Прикумскую хлопковую зональную опытную станцию.
1920-30-е годы — создаются промысловые артели «Пищеработник», им. Сталина, «Октябрь». Организовано автогужевое предприятие. Построен и сдан в эксплуатацию хлопкоочистительный завод.
1931 — Открыт педагогический техникум. Принято на I курс 100 учащихся.
1932 — Стал действовать НовНИХИ — научно-исследовательский институт на новых неорошаемых землях.
1933 — Создается Прикумское отделение Противочумного института. Открыто отделение крайторга, куда вошли и 14 работников общепита.
1934 — Образован горторг. Начал работать колхозно-совхозный театр. В городе пущен радиоузел.
1935 — 5 мая в город приезжает герой первой мировой и гражданской войн, кавалер полного Георгиевского банта (4 Георгиевских креста и 4 медали) Семен Михайлович Будённый. 6 мая в газете «Прикумская правда» опубликовано постановление ЦИК СССР от 29 апреля 1935 г. о переименовании города Прикумска в город Будённовск. Газета «Прикумская правда» стала называться «Большевистская правда». Образована межрайонная контора «Терстроя».
1936 — Начато строительство водопровода. Открыты три чайные. Приобретен планер и открыт планерный кружок. Построена парашютная вышка. Собрано 40 тысяч рублей для оказания помощи борющимся республиканцам Испании.
1937 — Пущен первый участок водопровода. Год рождения «Водоканала».
1938 — Начато строительство Дворца обороны (одно крыло — теперешний ДК).
1939 — Начались занятия в «Новостройке» — новой СШ № 1.
1941, 22 июня — фашистская Германия напала на Советский Союз. 23 июня со станции Будённовск ушёл первый железнодорожный состав с мобилизованными.
1942, 2 августа началась эвакуация учреждений и населения из города. 6 августа город занят немецкими войсками. В городе расквартирована румынская часть.
1943, 11 января оккупанты оставили город, не приняв боя с подошедшими частями Красной Армии. Начато восстановление народного хозяйства. 25 января пущена временная электростанция, город получил свет, воду, начал работать радиоузел. 25 мая пущен первый дизель-генератор восстановленной горэлектростанции. Для участия в сельхозработах мобилизовано 1585 человек.
1944 — В январе состоялся выпуск учителей из Будённовского педучилища. ФЗО № 211 выпустило дипломированных слесарей, столяров, каменщиков. Создана артель «Родина» для обеспечения работой инвалидов и членов семей фронтовиков. Открылся сельхозинститут с двумя факультетами — агрономическим и механизации сельского хозяйства.
1945 — По итогам 1944 года Будённовской комсомольской организации присуждено Красное Знамя крайкома ВЛКСМ.
1946 — Открыто пассажирское автобусное движение Будённовск — Прасковея. Открыт Будённовский аэропорт для малолитражной авиации. Стали осуществляться регулярные авиарейсы в г. Ставрополь.
1950 — На базе хлопкозавода начала строиться текстильно-галантерейная фабрика. Строится маслосырозавод и ремзавод. Создан укрупненный колхоз «Путь Ильича».
1951 — Открыто автобусное движение на Ставрополь, Арзгир, Величаевское, Левокумское, Николо-Александровское, Орловку и Покойное.
1952 — Отменен отпуск питьевой воды через раздаточные будки города по талонам.
1953 — Создано предприятие «Бурсельводстроя». В городе начала работать Будённовская нефтеразведка. Газета стала называться «За счастье Родины».
1954 — Образована Будённовская контора разведочного бурения.
1955 — Сданы в эксплуатацию первые дома в посёлке нефтяников по ул. Ставропольской.
1956 — На базе НовНИХИ создан филиал Ставропольского НИИСХ. Закрыто Будённовское педучилище. Открыта школа-интернат. Переименованы улица Кооперативная в ул. Кочубея, ул. Раздельная — в пр. Буденного, Московская — в ул. Кирова.
1957 — В райпищекомбинате пущен пивзавод. На городском кладбище захоронен гроб с телом И. А. Кочубея. Улица Садовая стала носить имя Гирченко, Почтовая — П. Примы. 14 ноября город Будённовск переименован в город Прикумск в связи с запретом называть населённые пункты именами здравствующих вождей.
1958 — Начал работать народный театр при ДК. Пущен подвесной конвейер в убойном цехе мясокомбината. Мясокомбинат объединен с «Птицепромом». На скважине № 19 получен промышленный приток газа. Создано отделение конторы снабжения Ставропольского Совнархоза. В город перебазирован дорожно-строительный район № 1 (ДСР № 1) треста «Севкавдорстроя».
1960 — Открыта детская музыкальная школа. Образован трест «Ставрополь-нефтегазразведка». Начато строительство детсадов в районах новой застройки.
1962 — Введена в строй ЛЭП 110 кВ Георгиевск-Будённовск. Пущена подстанция 110/6 кВ. Город получил электроэнергию от «Ставропольэнерго».
1963 — Построен первый 4-этажный жилой дом. Открыт памятник И. А. Кочубею. Город получил сетевой газ. Образована контора «Прикумскгоргаз». Создано АТХ «Сельхозтранс». Газета стала называться «Советское Прикумье».
1964 — Образовано предприятие — Прикумские электрические сети.
1965 — Пущена автоматическая телефонная станция АТС-2.
1966 — Вступил в строй универмаг. Начато строительство механизированных складов элеватора и сооружение нового элеватора ЛВ −3х175. Начато строительство консервного завода. Становление треста «Прикумскводстрой» и его предприятий.
1967 — Образовано грузовое автотранспортное предприятие. На центральной площади открыт памятник воинам-землякам, павшим в годы Великой Отечественной войны — «Родина-Мать». Вступил в строй газопровод Нефтекумск — Будённовск.
1969 — Развернуто строительство нового больнично-поликлинического комплекса в районе старой больницы. Энергетики поставили под напряжение первую линию 10 кВ.
1970 — Трест «Ставрополь-нефтегазразведка» и его предприятия реорганизованы в управление буровых работ.
1971 — Открылась детская художественная школа.
1972 — Создано предприятие «Теплосеть».
1973 — Постановлением Президиума ВС РСФСР от 30.11.73 г. город Прикумск переименован в город Будённовск.
1975 — Создан трест «Промстрой-2». Начато строительство Прикумского завода пластмасс (ПЗПМ), которое объявлено районной, а затем краевой ударной комсомольской стройкой (ныне ООО «Ставролен»).
1976 — Строительство ПЗПМ объявлено Всесоюзной ударной комсомольской стройкой. Построен комбикормовый завод производительностью
400 т комбикормов в сутки.
1977 — Начато строительство хлебокомбината. На стройплощадке ПЗПМ установлен первый 220-тонный реактор. Закончено строительство первых домов в 7 микрорайоне.
1979 — Пущен блок разделения воздуха на азотнокислородной станции ПЗПМ.
1980 — Получен первый полиэтилен высокой плотности.
1981 — Состоялся митинг строителей и эксплуатационников ПЗПМ, посвященный вводу в эксплуатацию завода и приветствию ЦК КПСС, Совмина СССР, ЦК ВЛКСМ и ВЦСПС.
1984 — Открыто педучилище.
1985 — Пущена автоматическая телефонная станция АТС-3. На центральной площади перезахоронены капсулы с прахом горожан, погибших во время оккупации города в 1942-43 гг.
1987 — Пущена железная дорога Будённовск — Благодарный протяженностью 72 км. Получен первый винилацетат на ПО «Ставропольполимер».
1989 — Введены в эксплуатацию 9 скважин Правобережного водозабора.
1990 — Строительство предприятия «Ставкоопэкс» по переработке овчин.

## Современная хронология
1992 — Пущена электронная АТС-3. В связи с событиями в Чечне остановлен бензопровод Грозный — Будённовск. Открыт городской краеведческий музей.
1993 — Газета «Советское Прикумье» переименована в «Вестник Прикумья».
1994 — Организован лицей «Прогресс».
1995 — Атака террористов под руководством Шамиля Басаева.
1996 — Пущена АТС-4.
1999 — ОАО «Ставропольполимер» заработало на полную мощность. Работа ведется в составе компаний ЗАО «Лукойл-Нефтехим» и ОАО «НК-Лукойл». Педучилищу присвоен статус педколледжа. Пущено пивоваренное унитарное дочернее предприятие «Будённовский трансгаз». Завершено строительство последней очереди газопровода Зеленокумск — Будённовск.
2003, 28 ноября — решением Думы г. Будённовска № 157 утверждены герб и флаг города, разработанные Геральдической палатой Конгресса муниципальных образований РФ и одобренные решением Экспертного совета Геральдической палаты.
2005 — открытие крупнейшего в городе православного храма «Воскресения Словущего», построенного по образцу московского храма на Поклонной горе.